# Migliori club del XX secolo CAF
Il 31 dicembre 2000, la Confederazione Africana di Calcio (CAF) ha pubblicato la classifica dei migliori club del XX secolo nel continente nero (en. CAF African Club of the Century).
La classifica ha tenuto conto solo dei piazzamenti dei club nelle competizioni CAF per club dai quarti di finale (en. quarterfinals), i quali tradizionalmente rappresentano l'inizio della fase finale di ogni competizione ad eliminazione diretta, eccezion fatta dalla CAF Champions League dalla sua introduzione nel 1997, in cui sono valutati tutti i piazzamenti dei club dalla fase a gironi. La confederazione calcistica africana non ha valutato i risultati in competizioni nazionali, nella Coppa afro-asiatica né nelle competizioni regionali organizzate da associazioni affiliate alla citata organizzazione. Sono stati inclusi i risultati nella prima edizione della Coppa del Mondo per club FIFA, disputata a Brasile nel gennaio 2000.

## Criteri utilizzati
La CAF ha utilizzato i seguenti criteri per stabilire il ranking:
| Competitizione                        | 6 Punti | 5 Punti   | 4 Punti   | 3 Punti       | 2 Punti                   | 1 Punto                   |
| ------------------------------------- | ------- | --------- | --------- | ------------- | ------------------------- | ------------------------- |
| CAF Champions League 1997-2000        |         | Vincitore | Finalista | Semifinalista | 3º posto in fase a gironi | 4º posto in fase a gironi |
| Coppa dei Campioni d'Africa 1965-1996 |         |           | Vincitore | Finalista     | Semifinalista             | Quarti di finale          |
| Coppa delle Coppe d'Africa 1975-2000  |         |           | Vincitore | Finalista     | Semifinalista             | Quarti di finale          |
| CAF Cup 1992-2000                     |         |           | Vincitore | Finalista     | Semifinalista             | Quarti di finale          |
| Supercoppa CAF 1992-2000              |         |           |           |               |                           | Vincitore                 |
| Coppa del Mondo per club FIFA 2000    |         |           |           |               | Ogni fase                 |                           |

## Classifica
| Top 10 (periodo 1964-2000) |                        |                                  |           |
| Posizione                  | Squadra                | Campionato                       | Punteggio |
| 1                          | Al-Ahly                | Egitto                           | 40        |
| 2                          | El-Zamalek             | Egitto                           | 37        |
| 3                          | Asante Kotoko          | Ghana                            | 34        |
|                            | Canon Yaoundé          | Camerun                          | 34        |
| 5                          | Espérance Tunis        | Tunisia                          | 27        |
|                            | ASEC Mimosas           | Costa d'Avorio                   | 27        |
| 7                          | Hearts of Oak          | Ghana                            | 26        |
| 8                          | Africa Sports National | Costa d'Avorio                   | 25        |
| 9                          | JS Kabylie             | Algeria                          | 20        |
| 10                         | Mazembe                | Repubblica Democratica del Congo | 19        |

(EN) Classifica completa (top 18), su rsssf.com.
Dopo la pubblicazione dei risultati della classifica, il 31 dicembre 2000, la CAF ha nominato agli egiziani dell'Al-Ahly "Squadra africana del XX secolo".